# Ера (река)
Вижте пояснителната страница за други значения на Ера.
Ера (на италиански: Era) е река в Италия. Тя е разположена в област Тоскана и е последния ляв приток на река Арно преди вливането ѝ в Лигурско море. Извира от хълма Колине Металифере, близо до град Волтера. Дължина 54 km. Тече от юг на север, успоредно на морския бряг. По средното ѝ течение е разположен град Капаноли. Непосредствено преди вливането ѝ в река Арно на нея е разположен град Понтедера.